# كريستيان أوفينبيرغ
كريستيان أوفينبيرغ (بالدنماركية: Christian Offenberg)‏ هو لاعب كرة قدم دنماركي في مركز الهجوم، ولد في 30 نوفمبر 1987 في الدنمارك في مملكة الدنمارك. شارك مع منتخب الدنمارك لكرة القدم.

## وصلات خارجية
- كريستيان أوفينبيرغ على موقع الاتحاد الأوربي (الإنجليزية)
- كريستيان أوفينبيرغ على موقع قاعدة بيانات كرة القدم.إي يو (الإنجليزية)
- كريستيان أوفينبيرغ على موقع ناشيونال فوتبول تيمز (الإنجليزية)
- كريستيان أوفينبيرغ على موقع Soccerway.com (الإنجليزية)
- كريستيان أوفينبيرغ على موقع عالم كرة القدم.نت (الإنجليزية)
- كريستيان أوفينبيرغ على موقع GSA (الإنجليزية)